# Червоноармієць

Червоноармієць у формі зразка 1941 року

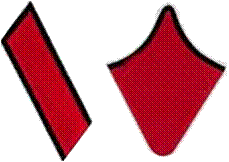
Петлиця та (гімнастерка / шинель) червоноармійця (піхота) Червоної армії

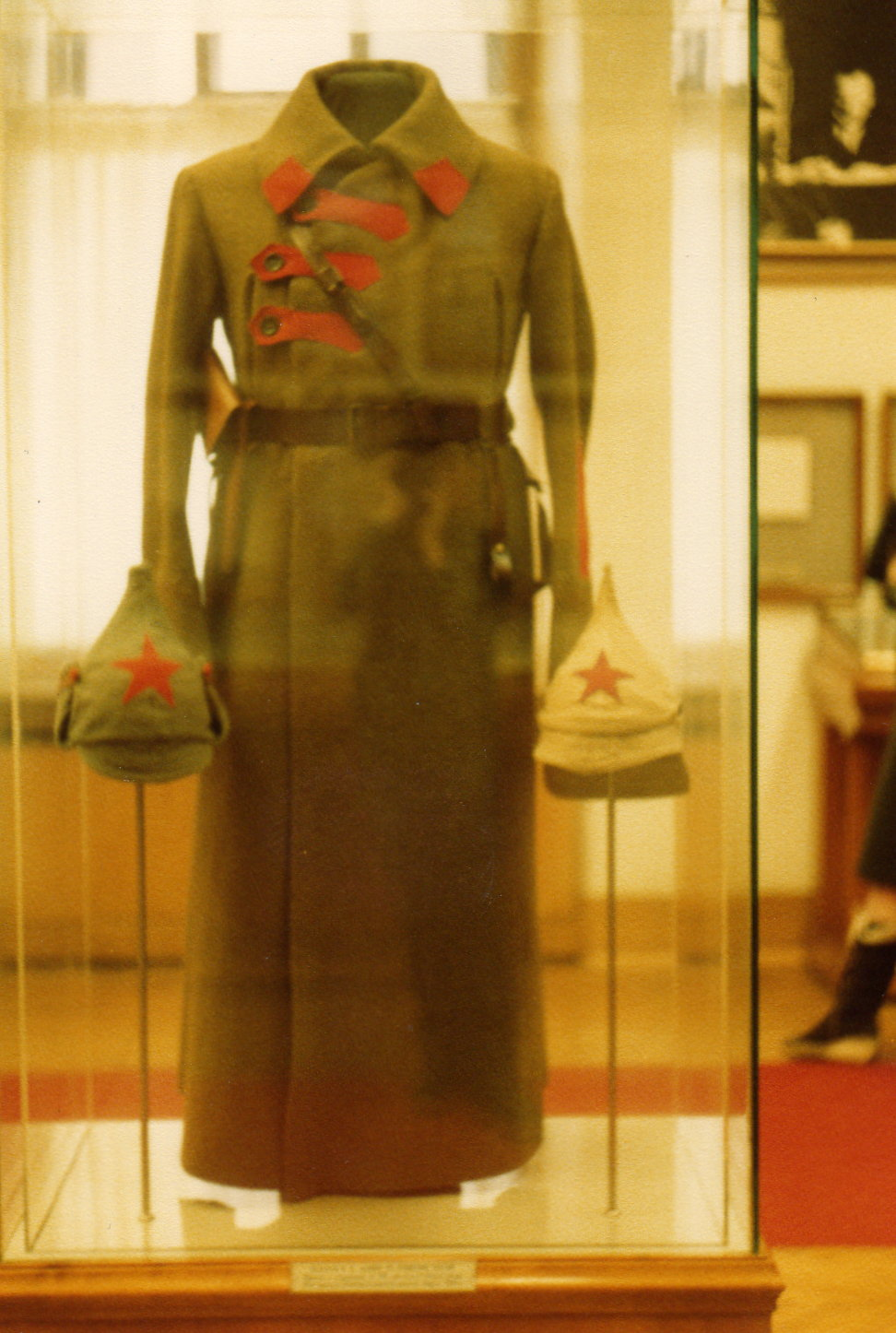
Музейний експонат форми одягу червоноармійця

Червоноармієць або червонарм — військове звання і посада військовослужбовця рядового складу ЗС СРСР (РСЧА) з лютого 1918 по липень 1946 року. Фактично червоноармієць був синонімом поняття солдат, яке у РСЧА довгий час важалось «буржуазним». Як персональне військове звання введено в 1935 році. У ВМФ у 1918—1946 роках званню червоноармійця відповідало звання червонофлотець, а у ВПС РСЧА — червоноповітроплавець.

## Історія військового звання
8 листопада 1917 року в проекті декларації «До солдатів революційної армії» на обговорення всієї армії ставилися питання виборності командного складу, скасування військових чинів, відзнак і титулів, що підкреслювали привілеї дворян-офіцерів і безправ'я солдатів-вихідців з робітників і селян. 15 грудня Раднарком РРФСР прийняв два декрети: «Про виборний початок і про Організацію влади в армії» і «Про зрівняння всіх військовослужбовців в правах». Другий декрет скасовував усі військові чини і звання, скасовував знаки розрізнення і відзнаки. Військовослужбовці стали називатися солдатами революційної армії, Робітничо-Селянська Червона Армія, створена за декретом від 15 січня 1918 року, не мала ні єдиної форми одягу, ні знаків розрізнення. Але, вже в 1918 році для всіх червоноармійців був введений нагрудний знак у вигляді червоної емалевої зірки з плугом і молотом в центрі (військова емблема того часу) у вінку з дубового та лаврових листків, а на головному уборі кріпилася зірка з перехрещеними плугом і молотом.
У 1919 році в Червоній Армії вперше вводяться єдина для всіх військовослужбовців форма одягу і знаки розрізнення для командного складу.
16 січня 1919 РВСР наказом № 116 ввів нарукавні знаки розрізнення командного складу: під червоною зіркою червоні суконні трикутники для молодшого комскладу, квадрати для середнього і ромби для старшого і петельки із забарвленням по родах військ.Обмундирування командного складу нічим не відрізнялося від обмундирування червоноармійця.
У 1924 році під час військової реформи, армія перейшла на нову форму одягу, більш спрощену. Скасовувалися нагрудні клапани і нарукавні знаки розрізнення, на шинелі і гімнастерці нашивалися петлиці, в піхоті — з малинового сукна з чорною окантовкою, в кінноті — з синього сукна з чорною окантовкою, в артилерії — з чорного сукна з червоною окантовкою, в технічних військах — з чорного сукна з синьою окантовкою, у Військово-Повітряних Силах — з блакитного сукна з червоною окантовкою, в адміністративно-господарського складу — темно-зелені з червоною окантовкою. На петлицях кріпилися металеві знаки розрізнення, покриті червоною емаллю: для вищого командного складу — ромби, старшого — прямокутники, середнього — квадрати і молодшого — трикутники. У червоноармійців на петлицях вказувалися номери полків.
Екіпірування червоноармійців було суворим і простим. У деяких частинах використовували коричневий шкіряний рюкзак зразка 1930 року, однак такі рюкзаки в 1941 році зустрічалися рідко. Більш поширеним був брезентовий речовий мішок зразка 1938 року. Основу речового мішка створював прямокутник 30×10 см. Висота речового мішка — 30 см. Речовий мішок мав дві кишені. Усередині речового мішка солдати носили онучі, плащ-намет, а в кишенях розташовувалися приналежності до гвинтівки і предмети особистої гігієни. Внизу до речового мішка прив'язували жердини, кілочки і інші пристосування для встановлення наметів. Зверху і з боків на речовий мішок були нашиті петлі, до яких прикріплювали скатку. Продмішок носили на поясному ремені, під речовим мішком. Розміри продмешку 18х24х10 см. У продмешку солдати носили сухий пайок, казанок і столовий прилад. Алюмінієвий казанок мав кришку, що щільно закривалася, яку притискала ручку казанка. У деяких частинах солдати користувалися старим круглим казанком діаметром 15 см і глибиною 10 см. Однак продмішок і речовий мішок зразка 1938 року були досить коштовні у виробництві, тому їх випуск був припинений наприкінці 1941 року.
Кожен червоноармієць мав протигаз і протигазну сумку. Після початку війни багато солдатів викидали протигази і використовували протигазну сумку як речовий мішок, оскільки справжні речові мішки були не у всіх. За статутом кожний солдат, озброєний гвинтівкою, повинен був мати дві шкіряні патронні сумки. У сумці можна було зберігаються чотири обойми для гвинтівки системи Мосіна — 20 набоїв. Патронні сумки носили на поясному ремені, по одній на боці. Статути передбачали можливість носіння великої матер'яної патронної сумки, що вміщує шість обойм — 30 патронів. Крім того, червоноармійці могли використовувати матер'яний патронташ, який носився через плече. У відділення патронташу можна було укласти 14 гвинтівкових обойм. Гранатна сумка вміщала дві гранати з ручкою. Однак, дуже небагато солдати були оснащені за статутом. Найчастіше червоноармійцям доводилося задовольнятися однією шкіряною патронною сумкою, яку зазвичай носили на правому боці. Деякі солдати отримували малі саперні лопатки в матер'яному чохлі. Лопатку носили на правому стегні. Якщо червоноармієць мав фляжку, то носив її на поясному ремені поверх саперної лопатки.
Під час поганої погоди солдати використовували плащ-намети. Плащ-намет виготовлявся з брезенту захисного кольору і мав тесемку, за допомогою якої можна було закріпити плащ-намет на плечах. Якщо солдат мав речовий мішок зразка 1938 року, то скатку, що складалася з плащ-намету і шинелі, прикріплювалася з боків і поверх мішка, у вигляді підкови. Якщо ж речового мішка не було, то скатку носили через плече.
У липні 1946 у зв'язку з перейменуванням Червоної армії на Радянську звання замінене званням рядовий.